# Hamburg metróállomásainak listája

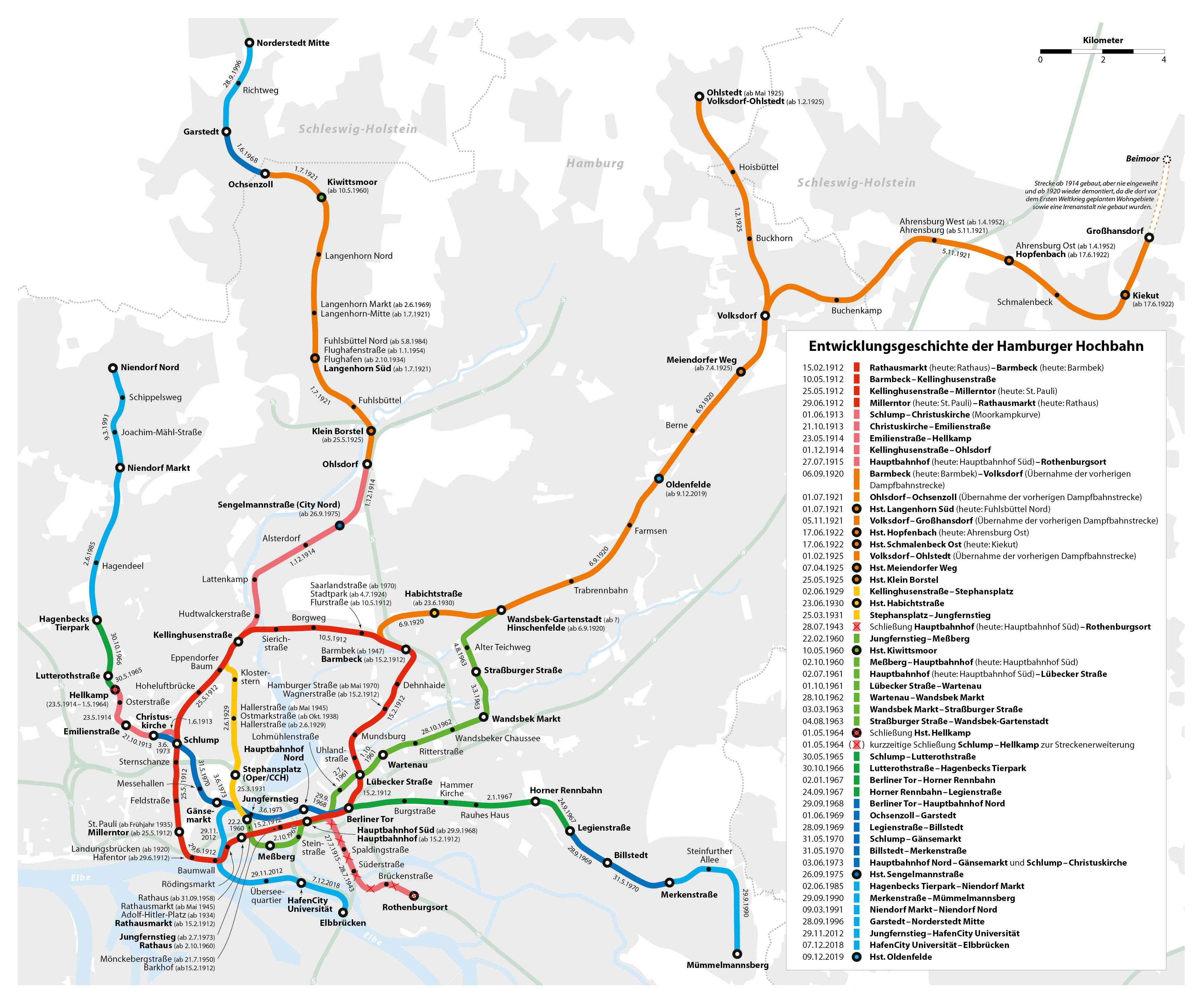
Hamburg metróhálózatának térképe

Ez a lista a Hamburgi metró állomásait sorolja fel.

## Állomások listája
| Név                               | Típus                                                   | Közigazgatási egység  | Kezelő                                         | Vasútvonal | Megnyitás  | Kép |
| --------------------------------- | ------------------------------------------------------- | --------------------- | ---------------------------------------------- | --- | ---------- | --- |
| Ahrensburg Ost                    | metróállomás magasállomás                               | Ahrensburg            | Hamburger Hochbahn                             | Großhansdorfer Ast Walddörferbahn | 1922-06-07 |     |
| Ahrensburg West                   | metróállomás                                            | Ahrensburg            | Hamburger Hochbahn                             | Großhansdorfer Ast Walddörferbahn | 1921-11-05 |     |
| Alsterdorf                        | metróállomás magasállomás                               | Hamburg-Nord          | Hamburger Hochbahn                             | Ohlsdorfer Linie | 1914-12-01 |     |
| Alter Teichweg                    | metróállomás föld alatti állomás                        | Hamburg-Nord          | Hamburger Hochbahn                             | Wandsbeker Linie | 1963-08-02 |     |
| Bahnhof Landungsbrücken           | metróállomás magasállomás                               | Hamburg-Mitte         | DB Station&Service Hamburger Hochbahn          | Ring | 1975-06-01 |     |
| Barmbek station                   | metróállomás S-Bahn-állomás vasútállomás magasállomás   | Hamburg-Nord          | DB Regio Hamburger Hochbahn DB Station&Service | Hamburg-Altonaer Verbindungsbahn Güterumgehungsbahn Hamburg Walddörferbahn Ring                                                                        | 1906-12-05 |     |
| Baumwall                          | metróállomás magasállomás                               | Hamburg-Mitte         | Hamburger Hochbahn                             | Ring | 1912-06-29 |     |
| Berne                             | metróállomás földfelszíni állomás magasállomás          | Wandsbek              | Hamburger Hochbahn                             | Walddörferbahn | 1920-09-06 |     |
| Billstedt                         | metróállomás végállomás station located in a cut        | Hamburg-Mitte         | Hamburger Hochbahn                             | Billstedter Linie | 1969-09-28 |     |
| Borgweg                           | metróállomás magasállomás                               | Hamburg-Nord          | Hamburger Hochbahn                             | Ring | 1912-05-10 |     |
| Buchenkamp                        | metróállomás magasállomás                               | Wandsbek              | Hamburger Hochbahn                             | Großhansdorfer Ast | 1921-11-05 |     |
| Buckhorn                          | metróállomás földfelszíni állomás                       | Wandsbek              | Hamburger Hochbahn                             | Walddörferbahn | 1925-02-01 |     |
| Burgstraße                        | metróállomás föld alatti állomás                        | Hamburg-Mitte         | Hamburger Hochbahn                             | Billstedter Linie | 1967-01-02 |     |
| Christuskirche                    | metróállomás föld alatti állomás                        | Eimsbüttel            | Hamburger Hochbahn                             | Eimsbütteler Linie Innenstadttunnel | 1913-06-01 |     |
| Dehnhaide                         | metróállomás magasállomás                               | Hamburg-Nord          | Hamburger Hochbahn                             | Ring | 1912-02-15 |     |
| Elbbrücken                        | metróállomás magasállomás                               | Hamburg-Mitte         | Hamburger Hochbahn                             | HafenCity-Linie | 2018-12-07 |     |
| Emilienstraße                     | metróállomás föld alatti állomás                        | Eimsbüttel            | Hamburger Hochbahn                             | Eimsbütteler Linie | 1913-10-21 |     |
| Eppendorfer Baum metro station    | metróállomás magasállomás                               | Eimsbüttel            | Hamburger Hochbahn                             | Ring | 1912-05-25 |     |
| Farmsen                           | metróállomás magasállomás földfelszíni állomás          | Wandsbek              | Hamburger Hochbahn                             | Walddörferbahn | 1920-09-06 |     |
| Feldstraße                        | metróállomás föld alatti állomás                        | Hamburg-Mitte         | Hamburger Hochbahn                             | Ring | 1912-05-25 |     |
| Fuhlsbüttel                       | metróállomás                                            | Hamburg-Nord          | Hamburger Hochbahn                             | Langenhorner Bahn | 1921-07-01 |     |
| Fuhlsbüttel Nord                  | földfelszíni állomás metróállomás magasállomás          | Hamburg-Nord          | Hamburger Hochbahn                             | Langenhorner Bahn | 1921-07-01 |     |
| Garstedt                          | metróállomás föld alatti állomás                        | Norderstedt           | Hamburger Hochbahn                             | Norderstedter Ast | 1969-06-01 |     |
| Großhansdorf                      | metróállomás földfelszíni állomás                       | Großhansdorf          | Hamburger Hochbahn                             | Großhansdorfer Ast | 1921-11-05 |     |
| Gänsemarkt                        | metróállomás föld alatti állomás                        | Hamburg-Mitte         | Hamburger Hochbahn                             | Innenstadttunnel | 1970-05-31 |     |
| Habichtstraße                     | metróállomás magasállomás                               | Hamburg-Nord          | Hamburger Hochbahn                             | Walddörferbahn | 1930-06-23 |     |
| HafenCity Universität             | metróállomás föld alatti állomás                        | Hamburg-Mitte         | Hamburger Hochbahn                             | HafenCity-Linie | 2012-11-29 |     |
| Hagendeel                         | metróállomás föld alatti állomás                        | Eimsbüttel            | Hamburger Hochbahn                             | Eimsbütteler Linie | 1985-06-01 |     |
| Hallerstraße                      | metróállomás föld alatti állomás                        | Eimsbüttel            | Hamburger Hochbahn                             | KellJung-Linie | 1929-06-02 |     |
| Hamburger Straße                  | metróállomás magasállomás                               | Hamburg-Nord          | Hamburger Hochbahn                             | Ring | 1912-03-01 |     |
| Hammer Kirche                     | metróállomás föld alatti állomás                        | Hamburg-Mitte         | Hamburger Hochbahn                             | Billstedter Linie | 1967-01-02 |     |
| Hauptbahnhof Süd                  | metróállomás föld alatti állomás                        | Hamburg-Mitte         | Hamburger Hochbahn                             | Ring Wandsbeker Linie KellJung-Linie | 1912-02-15 |     |
| Hoheluftbrücke metro station      | metróállomás magasállomás                               | Eimsbüttel            | Hamburger Hochbahn                             | Ring | 1912-05-25 |     |
| Hoisbüttel                        | metróállomás magasállomás                               | Ammersbek             | Hamburger Hochbahn                             | Walddörferbahn | 1925-02-01 |     |
| Horner Geest                      | metróállomás                                            | Hamburg-Mitte         | Hamburger Hochbahn                             | |            |     |
| Horner Rennbahn                   | metróállomás föld alatti állomás                        | Hamburg-Mitte         | Hamburger Hochbahn                             | Billstedter Linie | 1967-01-02 |     |
| Hudtwalckerstraße                 | metróállomás földfelszíni állomás magasállomás          | Hamburg-Nord          | Hamburger Hochbahn                             | Ohlsdorfer Linie | 1914-12-01 |     |
| Joachim-Mähl-Straße metro station | metróállomás föld alatti állomás                        | Eimsbüttel            | Hamburger Hochbahn                             | Eimsbütteler Linie | 1991-03-09 |     |
| Jungfernstieg metro station       | metróállomás föld alatti állomás                        | Hamburg Hamburg-Mitte | Hamburger Hochbahn                             | Innenstadttunnel HafenCity-Linie KellJung-Linie | 1931-03-25 |     |
| Kellinghusenstraße metro station  | magasállomás metróállomás                               | Hamburg-Nord          | Hamburger Hochbahn                             | Ring KellJung-Linie Ohlsdorfer Linie | 1912-05-10 |     |
| Kiekut                            | metróállomás                                            | Großhansdorf          | Hamburger Hochbahn                             | Großhansdorfer Ast | 1922-06-17 |     |
| Kiwittsmoor                       | metróállomás magasállomás                               | Hamburg-Nord          | Hamburger Hochbahn                             | Langenhorner Bahn | 1960-05-10 |     |
| Klein Borstel                     | földfelszíni állomás metróállomás magasállomás          | Hamburg-Nord          | Hamburger Hochbahn                             | Langenhorner Bahn | 1925-05-25 |     |
| Klosterstern metro station        | metróállomás föld alatti állomás                        | Eimsbüttel            | Hamburger Hochbahn                             | KellJung-Linie | 1929-06-02 |     |
| Langenhorn Markt                  | metróállomás station located in a cut                   | Hamburg-Nord          | Hamburger Hochbahn                             | Langenhorner Bahn | 1921-07-01 |     |
| Langenhorn Nord                   | metróállomás magasállomás                               | Hamburg-Nord          | Hamburger Hochbahn                             | Langenhorner Bahn | 1921-07-01 |     |
| Lattenkamp                        | metróállomás magasállomás                               | Hamburg-Nord          | Hamburger Hochbahn                             | Ohlsdorfer Linie | 1914-12-01 |     |
| Legienstraße                      | metróállomás földfelszíni állomás                       | Hamburg-Mitte         | Hamburger Hochbahn                             | Billstedter Linie | 1967-09-24 |     |
| Lohmühlenstraße metróállomás      | metróállomás föld alatti állomás                        | Hamburg-Mitte         | Hamburger Hochbahn                             | Wandsbeker Linie | 1961-07-02 |     |
| Lutterothstraße                   | metróállomás föld alatti állomás                        | Eimsbüttel            | Hamburger Hochbahn                             | Eimsbütteler Linie | 1965-05-30 |     |
| Meiendorfer Weg                   | metróállomás magasállomás                               | Wandsbek              | Hamburger Hochbahn                             | Walddörferbahn | 1925-04-01 |     |
| Merkenstraße                      | metróállomás föld alatti állomás                        | Hamburg-Mitte         | Hamburger Hochbahn                             | Billstedter Linie | 1970-05-31 |     |
| Messehallen                       | metróállomás föld alatti állomás vásárállomás           | Hamburg-Mitte         | Hamburger Hochbahn                             | Innenstadttunnel | 1970-05-31 |     |
| Meßberg                           | metróállomás föld alatti állomás                        | Hamburg-Mitte         | Hamburger Hochbahn                             | KellJung-Linie | 1960-02-22 |     |
| Mundsburg                         | metróállomás magasállomás                               | Hamburg-Nord          | Hamburger Hochbahn                             | Ring | 1912-02-15 |     |
| Mönckebergstraße metróállomás     | metróállomás föld alatti állomás                        | Hamburg-Mitte         | Hamburger Hochbahn                             | Ring | 1912-02-15 |     |
| Mümmelmannsberg                   | metróállomás föld alatti állomás                        | Hamburg-Mitte         | Hamburger Hochbahn                             | Billstedter Linie | 1990-09-29 |     |
| Niendorf Markt                    | metróállomás föld alatti állomás                        | Eimsbüttel            | Hamburger Hochbahn                             | Eimsbütteler Linie | 1985-06-01 |     |
| Niendorf Nord                     | metróállomás föld alatti állomás                        | Eimsbüttel            | Hamburger Hochbahn                             | Eimsbütteler Linie | 1991-03-09 |     |
| Norderstedt Mitte station         | vasútállomás metróállomás station located in a cut      | Norderstedt           | Hamburger Hochbahn                             | Norderstedter Ast Alsternordbahn | 1996-09-28 |     |
| Ochsenzoll                        | metróállomás földfelszíni állomás                       | Hamburg-Nord          | Hamburger Hochbahn                             | Langenhorner Bahn Norderstedter Ast | 1921-07-01 |     |
| Ohlsdorf station                  | S-Bahn-állomás metróállomás átmenő állomás magasállomás | Hamburg-Nord          | DB Regio Hamburger Hochbahn DB Station&Service | Hamburg-Altonaer Verbindungsbahn Flughafen-S-Bahn Hamburg Alstertalbahn Hamburg-Ohlsdorf–Hamburg-Ochsenzoll railway Ohlsdorfer Linie Langenhorner Bahn | 1906-12-05 |     |
| Ohlstedt                          | metróállomás földfelszíni állomás                       | Wandsbek              | Hamburger Hochbahn                             | Walddörferbahn | 1925-02-01 |     |
| Oldenfelde metro station          | metróállomás magasállomás                               | Wandsbek              | Hamburger Hochbahn                             | Walddörferbahn | 2019-12-09 |     |
| Osterstraße                       | metróállomás föld alatti állomás                        | Eimsbüttel            | Hamburger Hochbahn                             | Eimsbütteler Linie | 1914-05-23 |     |
| Railway stop Lübecker Straße      | metróállomás föld alatti állomás                        | Hamburg-Nord          | Hamburger Hochbahn                             | Ring Wandsbeker Linie | 1912-02-15 |     |
| Rathaus                           | metróállomás föld alatti állomás                        | Hamburg-Mitte         | Hamburger Hochbahn                             | Ring | 1912-02-05 |     |
| Rauhes Haus                       | metróállomás station located in a cut                   | Hamburg-Mitte         | Hamburger Hochbahn                             | Billstedter Linie | 1967-01-02 |     |
| Richtweg                          | metróállomás földfelszíni állomás                       | Norderstedt           | Hamburger Hochbahn                             | Norderstedter Ast | 1996-09-28 |     |
| Ritterstraße                      | metróállomás föld alatti állomás                        | Wandsbek              | Hamburger Hochbahn                             | Wandsbeker Linie | 1962-10-28 |     |
| Rödingsmarkt                      | metróállomás magasállomás                               | Hamburg-Mitte         | Hamburger Hochbahn                             | Ring | 1912-06-29 |     |
| Saarlandstraße                    | metróállomás magasállomás                               | Hamburg-Nord          | Hamburger Hochbahn                             | Ring | 1912-05-10 |     |
| Schippelsweg                      | metróállomás föld alatti állomás                        | Eimsbüttel            | Hamburger Hochbahn                             | Eimsbütteler Linie | 1991-03-09 |     |
| Schlump metro station             | metróállomás föld alatti állomás                        | Eimsbüttel            | Hamburger Hochbahn                             | Eimsbütteler Linie Ring Innenstadttunnel | 1912-05-25 |     |
| Schmalenbeck                      | metróállomás                                            | Großhansdorf          | Hamburger Hochbahn                             | Großhansdorfer Ast Walddörferbahn | 1921-11-05 |     |
| Sengelmannstraße                  | metróállomás magasállomás                               | Hamburg-Nord          | Hamburger Hochbahn                             | Ohlsdorfer Linie | 1975-09-28 |     |
| Sierichstraße                     | metróállomás magasállomás                               | Hamburg-Nord          | Hamburger Hochbahn                             | Ring | 1912-05-10 |     |
| St. Pauli                         | metróállomás föld alatti állomás                        | Hamburg-Mitte         | Hamburger Hochbahn                             | Ring | 1912-05-25 |     |
| Steinfurther Allee                | metróállomás föld alatti állomás                        | Hamburg-Mitte         | Hamburger Hochbahn                             | Billstedter Linie | 1990-09-29 |     |
| Steinstraße állomás               | metróállomás föld alatti állomás                        | Hamburg-Mitte         | Hamburger Hochbahn                             | KellJung-Linie | 1960-10-02 |     |
| Stephansplatz                     | metróállomás föld alatti állomás                        | Hamburg-Mitte         | Hamburger Hochbahn                             | KellJung-Linie | 1929-06-02 |     |
| Sternschanze (Messe)              | metróállomás föld alatti állomás                        | Hamburg               | Hamburger Hochbahn                             | Ring | 1912-02-15 |     |
| Stoltenstraße                     | metróállomás                                            | Hamburg-Mitte         | Hamburger Hochbahn                             | |            |     |
| Straßburger Straße                | metróállomás föld alatti állomás                        | Hamburg-Nord          | Hamburger Hochbahn                             | Wandsbeker Linie | 1963-03-03 |     |
| Trabrennbahn                      | metróállomás magasállomás                               | Wandsbek              | Hamburger Hochbahn                             | Walddörferbahn | 1924-03-30 |     |
| U-Bahnhof Berliner Tor            | metróállomás föld alatti állomás                        | Hamburg-Mitte         | Hamburger Hochbahn                             | Ring Innenstadttunnel Billstedter Linie | 1912-02-15 |     |
| U-Bahnhof Hagenbecks Tierpark     | metróállomás földfelszíni állomás                       | Eimsbüttel            | Hamburger Hochbahn                             | Eimsbütteler Linie | 1966-10-30 |     |
| U-Bahnhof Hauptbahnhof Nord       | metróállomás föld alatti állomás                        | Hamburg-Mitte         | Hamburger Hochbahn                             | Innenstadttunnel | 1968-09-29 |     |
| Uhlandstraße                      | metróállomás földfelszíni állomás magasállomás          | Hamburg-Nord          | Hamburger Hochbahn                             | Ring | 1912-02-15 |     |
| Volksdorf                         | metróállomás elágazó állomás magasállomás               | Wandsbek              | Hamburger Hochbahn                             | Walddörferbahn Großhansdorfer Ast | 1920-09-06 |     |
| Wandsbek Markt                    | metróállomás föld alatti állomás                        | Wandsbek              | Hamburger Hochbahn                             | Wandsbeker Linie | 1962-10-28 |     |
| Wandsbek-Gartenstadt              | metróállomás magasállomás                               | Wandsbek              | Hamburger Hochbahn                             | Walddörferbahn Wandsbeker Linie | 1918-09-12 |     |
| Wandsbeker Chaussee               | metróállomás föld alatti állomás                        | Wandsbek              | Hamburger Hochbahn                             | Wandsbeker Linie | 1962-10-28 |     |
| Wartenau                          | metróállomás föld alatti állomás                        | Wandsbek Hamburg-Nord | Hamburger Hochbahn                             | Wandsbeker Linie | 1961-10-01 |     |
| Überseequartier                   | metróállomás föld alatti állomás                        | Hamburg-Mitte         | Hamburger Hochbahn                             | HafenCity-Linie | 2012-11-29 |     |